# Parupeneus nansen
Parupeneus nansen è un pesce del genere Parupeneus, scoperto nel 2009.